# بانکدار (فیلم)
بانکدار (انگلیسی: The Banker) یک فیلم درام آمریکایی به کارگردانی جرج نلفی است. از بازیگران این فیلم می‌توان به ساموئل ال. جکسون، آنتونی مکی و نیکلاس هولت اشاره کرد. اکران اولیه بانکدار در ۲۱ نوامبر ۲۰۱۹ در بنیاد فیلم آمریکا و اکران عمومی محدود آن در ۶ دسامبر ۲۰۱۹ بود. پخش دیجیتالی این فیلم در ۲۱ ژانویه ۲۰۲۰ توسط اپل تی‌وی پلاس صورت پذیرفت.

## داستان
بانکدار داستان واقعی دو کارآفرین سیاهپوست را با نام‌های برنارد گرت و جو موریس را دنبال می‌کند، که به خاطر شرایط نژادپرستانه دهه ۵۰ میلادی، مردی سفیدپوست به نام مت استاینر را استخدام می‌کنند تا مدیریت نمایشی فعالیت‌های تجاری آن‌ها را بر عهده بگیرد.